# Alexander Miesen
Alexander Miesen (Prüm, 16 maart 1983) is een Belgisch politicus van de Partei für Freiheit und Fortschritt (PFF).

## Levensloop
Alexander Miesen is van opleiding bachelor in de Rechten. Van 2006 tot 2010 was hij politiek adviseur van senator Berni Collas en van 2008 tot 2009 was hij politiek adviseur van minister in de Duitstalige Gemeenschap Bernd Gentges. Van 2010 tot 2013 was hij medewerker van de PFF-fractie in het Parlement van de Duitstalige Gemeenschap. Bovendien was hij van 2009 tot 2013 voorzitter van de JFF, de jongerenafdeling van de PFF.
Sinds 2006 is hij gemeenteraadslid van Büllingen en in 2012 werd hij lid van het Parlement van de Duitstalige Gemeenschap. Op 21 januari 2013 nam hij parlementsvoorzitterschap over na het overlijden van de voormalige voorzitter Ferdel Schröder (PFF). Miesen was de jongste voorzitter van het Parlement in de geschiedenis van de Duitstalige Gemeenschap. Bij de Duitstalige Gemeenschapsraadverkiezingen 2014 verkreeg hij 1.472 voorkeurstemmen en werd herkozen.
Conform het bestuursakkoord in 2014 gesloten tussen ProDG, SP en PFF zetelde Miesen van 2014 tot september 2016 in de Senaat als deelstaatsenator afgevaardigd door het gemeenschapsparlement. In dezelfde periode was hij derde ondervoorzitter in het Duitstalige Gemeenschapsparlement. Daarna was hij van september 2016 tot juni 2019 opnieuw parlementsvoorzitter van de Duitstalige Gemeenschap. Voormalig minister-president Karl-Heinz Lambertz (SP) zat het parlement van 2014 tot 2016 voor en volgde daarna Miesen op als afgevaardigde in de Belgische Senaat. Na de verkiezingen van mei 2019 werd Miesen opnieuw aangesteld als deelstaatsenator.
In maart 2022 nam Miesen om persoonlijke redenen ontslag als parlementslid voor de Duitstalige Gemeenschap en senator. Wel bleef hij deel uitmaken van de gemeenteraad van Büllingen.